# Противорвотные средства
Противорвотные средства (антиэметики, от лат. emesis — рвота) — лекарственные средства, подавляющие или снижающие рвотный рефлекс. В соответствии с анатомо-терапевтическо-химической классификацией противорвотные препараты относятся к группе A04.
Противорвотным действием обладают многие лекарственные препараты, в том числе:
- серотонинергические (ондансетрон, метоклопрамид в высоких дозах, палоносетрон)
- дофаминергические (метоклопрамид, многие нейролептики)
- некоторые антигистаминные (например, циклизин, прометазин)
- антихолинергические лекарственные вещества
- антагонисты рецепторов NK1: апрепитант[англ.], ролапитант[англ.], фосапрепитант[англ.]